# Justizanstalt Ried
Die Justizanstalt Ried ist ein landesgerichtliches Gefangenenhaus in der oberösterreichischen Stadt Ried im Innkreis. Das Gefängnis gehört dem Landesgericht Ried organisationszugehörig an.
Als gerichtliches Gefangenenhaus ist die Anstalt für die Aufnahme von Untersuchungshaftgefangenen sowie Strafgefangenen beiden Geschlechts mit einer maximalen Strafdauer von 18 Monaten zuständig. Konzipiert ist die Hafteinrichtung für 132 Inhaftierte; am 30. August 2007 wurden allerdings nur 117 Gefangene in Ried untergebracht. Dies entsprach damals einer Auslastung von 88,64 %, womit die Anstalt eine der am schwächsten ausgelasteten Strafvollzugseinrichtungen in Österreich war.

## Geschichte
Errichtet wurde das Gefangenenhaus gemeinsam mit dem Landesgericht in den Jahren 1884 bis 1889. Diese Baumaßnahme war notwendig geworden, nachdem die Zustände in der bislang als Gefangenenhaus genutzten Fronfeste untragbar geworden waren, woraufhin im Jahr 1880 ein 2 Joch und 46 Klafter großes Grundstück in der Bahnhofstraße erworben worden war. Auf diesem wurde das Landesgericht samt neuem Gefangenenhaus errichtet. Die Anstalt konnte am 12. Dezember 1889 bezogen werden. Das T-förmig errichtete, 250 Gefangenen platzbietende Gebäude war für damalige Verhältnisse mit einer Dampfheizung modern ausgestattet.
Im Jahr 1985 wurde ein Werkstättentrakt errichtet und 1987 eine Freigängerabteilung für die Justizanstalt Ried eingerichtet. Erst im Jahr 1998 erfuhr der Haftraumtrakt der Anstalt eine Generalsanierung, in deren Zug dringend notwendig gewordene Modernisierungsmaßnahmen umgesetzt wurden.